# Куликов, Любим Константинович
Любим Константинович Куликов (25.10.1925 — 22.12.1989) — автоматчик мотоциклетной роты 6-го отдельного гвардейского мотоциклетного батальона (8-й гвардейский танковый корпус, 2-я ударная армия, 2-й Белорусский фронт), участник Великой Отечественной войны, кавалер ордена Славы трёх степеней.

## Биография
Родился 25 октября 1925 года в селе Утускун, ныне Усть-Ишимского района Омской области, в семье крестьянина. Русский. 
Отец был первым руководителем колхоза «Ленинская искра». В 1941 году окончил 7 классов. Трудовую деятельность начал в 15 лет, работал в колхозе. Одно время был даже бригадиром.
В январе 1943 года был призван в Красную армию Усть-Ишимским райвоенкоматом. Обучался во 2-м Омском военно-пехотном училище. С августа 1943 года участвовал в боях с захватчиками. К июлю 1944 года воевал автоматчиком в составе 1-й мотоциклетной роты 6-го отдельного гвардейского мотоциклетного батальона 8-го гвардейского танкового корпуса.
Неоднократно ходил в тыл врага.
Во время боя в районе города Лубны Полтавской области группа разведчиков (в составе которой находился Л. Куликов) в течение ночи сдерживала отход крупной вражеской колонны. Куликов огнём из противотанкового ружья лично поджёг несколько головных машин, задержав движение всей колонны.
25 июля 1944 года во время уличных боёв на юго-западной окраине города Люблин (Польша), гвардии красноармеец Куликов, действуя в составе разведывательной группы, огнём из пулемёта уничтожил 7 гитлеровцев и поджёг автомашину противника. Был представлен к награждению медалью «За отвагу».
Приказом по частям 8-го гвардейского танкового корпуса (№ 11/н) от 14 августа 1944 года гвардии красноармеец Куликов был награждён орденом Славы 3-й степени.
15 сентября 1944 года в разведке в районе станции Прага (предместье Варшавы, Польша), гвардии красноармеец Куликов обнаружил вражескую засаду. Вместе с двумя разведчиками внезапно напал на врага и уничтожил три пулемётные точки и 5 автоматчиков, что позволило стрелковым подразделениям продвинуться вперёд.
Приказом от 18 октября 1944 года гвардии красноармеец Куликов был награждён орденом Славы 2-й степени.
6 марта 1945 года действуя в разведке в районе города Прейсиш-Старгард (ныне город Старогард-Гданьский, Польша) гвардии красноармеец Куликов нашёл обходной путь для манёвра наших танков, о чём доложил командованию. С группой автоматчиков в числе первых ворвался в расположение опорного пункта противника, гранатами забросал орудийную прислугу и захватил в плен вражеского офицера. За время боевых действий в составе мотоциклетного батальона имел на своём боевом счету свыше 30 уничтоженных гитлеровцев.
Указом Президиума Верховного Совета СССР 29 июня 1945 года гвардии красноармеец Куликов Любим Константинович награждён орденом Славы 1-й степени. Стал полным кавалером ордена Славы.
Войну закончил в Чехословакии. После победы продолжил службу в армии на территории Белоруссии. Член ВКП(б)/ КПСС с 1945 года. В апреле 1950 года был уволен в запас.
После службы вернулся в родные края. Работал инспектором по кадрам Омского стройуправления, затем пропагандистом Усть-Ишимского райкома КПСС, инструктором райкома КПСС по зоне Усть-Ишимской МТС. Жил в посёлке Усть-Ишим. В 1958 году очно закончил Тюкалинский сельхозтехникум. Капитан в отставке (1972).
Работал бригадиром тракторной бригады, затем механизатором колхоза «Ленинская Искра». С 1962 года более десяти лет бессменно председателем правления колхоза. С сентября 1975 года и до ухода на пенсию работал главным государственным инспектором по закупкам и качеству в Управлении сельского хозяйства Усть-Ишимского района. Награждён орденами Октябрьской Революции и Отечественной войны 1-й степени (11.03.1985).
Жил в селе Утускун Усть-Ишимском районе Омской области. 
Скончался 22 декабря 1989 года. Похоронен  в селе Утускун.

## Награды
- Орден Октябрьской Революции (1967)
- Орден Отечественной войны I степени (29.06.1945)[4]
- Орден Славы 1-й степени (29.06.1945)
- Орден Славы 2-й степени (18.10.1944)[5]
- Орден Славы 3-й степени (14.08.1944)[6]
- Медаль «За освобождение Варшавы» (1945)
- Медаль «В ознаменование 100-летия со дня рождения Владимира Ильича Ленина» (6 апреля 1970)
- Медаль «За победу над Германией в Великой Отечественной войне 1941—1945 гг.» (9 мая 1945[7])
- Юбилейная медаль «Двадцать лет Победы в Великой Отечественной войне 1941—1945 гг.» (7 мая 1965[8])
- Юбилейная медаль «Тридцать лет Победы в Великой Отечественной войне 1941—1945 гг.»[9]
- Медаль «Сорок лет Победы в Великой Отечественной войне 1941—1945 гг.»[10]
- Медаль «Ветеран труда»
- Медаль «30 лет Советской Армии и Флота»
- Юбилейная медаль «40 лет Вооружённых Сил СССР»
- Юбилейная медаль «50 лет Вооружённых Сил СССР» (26 декабря 1967[11])
- Юбилейная медаль «60 лет Вооружённых Сил СССР» (28 января 1978[12])
- Знак «25 лет победы в Великой Отечественной войне» (1970)

## Память
- экспозиция в Музее боевой славы Омского высшего общевойскового командного дважды Краснознамённого училища им. М. В. Фрунзе[2]
- На могиле установлен надгробный памятник.
- Его именем названы улицы в сёлах Усть-Ишим и Утускун.
- В селе Утускун, на доме где жил ветеран установлена мемориальная доска.